# Erich Göllnitz
Rudolf Erich Göllnitz (* 28. Mai 1893 in Chemnitz; † 19. Juni 1966 in Hamburg) war ein deutscher Mathematiker.

## Leben
Der Sohn eines Musikers der städtischen Kapelle Chemnitz studierte nach dem Besuch der Höheren Knabenschule und des Königlichen Gymnasiums zu Chemnitz in Berlin und vor allem Göttingen bei  Constantin Carathéodory, Felix Klein, David Hilbert, Edmund Landau, Max Planck, Peter Debye, Otto Wallach und Edmund Husserl. Vor allem die analytische Zahlentheorie bei Landau begeisterte ihn so, dass er sich damit auch nach dem Staatsexamen für das höhere Lehramt im März 1917 in der Zeit seiner Tätigkeit als Lehrer an Oberschulen im Vogtland und bis 1945 in Chemnitz beschäftigte.
Durch seine frühe Mitgliedschaft in der Deutschen Mathematiker-Vereinigung (DMV) und später in der  Gesellschaft für Angewandte Mathematik und Mechanik (GAMM) sowie seine umfangreiche Korrespondenz mit  anderen Mathematikern versuchte er neben seiner schulischen Arbeit den Anschluss an die Wissenschaft zu behalten. Heinrich Behnke äußerte sich über ihn mit den Worten: „Ich weiß auch, mit welcher Liebe er an unserer Wissenschaft hing“. Seine ersten Arbeiten Beiträge zur Quaternionentheorie durfte Göllnitz 1928 durch Empfehlung von Lothar von Schrutka bei der  Österreichischen Akademie der Wissenschaften veröffentlichen. Er veröffentlichte in der Zeitung Deutsche Mathematik.
Nach dem Ende des Zweiten Weltkrieges wurde Erich Göllnitz als Tiefbauarbeiter eingesetzt, was ihn nicht hinderte, in dieser Zeit (teilweise per Anhalter) in die französische Zone zu der Tagung der DMV im September 1946 in Tübingen zu fahren, um dort einen Vortrag zu halten. Nach der Zeit als freischaffender Wissenschaftler, Bank-Aushilfsangestellter und zwischenzeitlicher Mitarbeit beim Fernstudium der TH Dresden war Erich Göllnitz von Oktober 1951 bis September 1954 als Dozent für Mathematik an der Fachschule für Schwermaschinenbau und Elektrotechnik in Chemnitz/Karl-Marx-Stadt tätig.
1954 wurde er, zunächst als Dozent und seit Oktober 1957 als Professor, zum Direktor des Instituts für Mathematik an die neugegründete Hochschule für Maschinenbau berufen, wo er auch Prodekan der Fakultät für Mathematik und Naturwissenschaften war. Damit sicherte er Lehre und Forschung im Fach Mathematik mit zunächst bescheidenen Mitteln sofort nach Gründung der Hochschule.
Auch nach seiner Emeritierung 1960 hielt Erich Göllnitz noch Vorlesungen an der TH Karl-Marx-Stadt.

## Publikationen
- Beiträge zur Quaternionentheorie. in: Sitzungsberichte der Akademie der Wissenschaften Wien. Band 137, 1928, S. 157–188, zobodat.at [PDF]
- Über die Quaternionenfunktionen log und arctan. in: Sitzungsberichte der Akademie der Wissenschaften Wien. Band 137, 1928, S. 351–362.
- Einige Rechenfehler in Gauß’ Werken. in: Jahresbericht DMV. Band 46, 1936, S. 19–21.
- Über die Gaußsche Darstellung der Funktionen sin lemn x und cos lemn x als Quotienten unendlicher Produkte. in: Deutsche Mathematik. Band 2, 1937, S. 417–420.
- mit Herberg Najuch, Siegfried Hösel:  Differential- und Integralrechnung für die Fachschulen des Maschinenbaus. Leipzig: Fachbuchverlag, 1956, 4. Auflage 1960.